# Corneliu Michăilescu
Corneliu Michăilescu (n. 20 august 1887, București, România – d. noiembrie 1965, București, România) a fost un jurist, publicist, pictor, sculptor, profesor de arte decorative, arhitect (pentru propria locuință), scriitor de nuvele și grafician român.
Corneliu Michăilescu a făcut parte mai mult de 30 de ani din viață publică și culturală a țării și s-a remarcat ca promotor de seamă al mișcării de avangardă din România interbelică. După cum pictorul însuși declara, intenția lui artistică presupune „realizarea sintetică a permanentului din natură”, precum și „realizarea de valori plastice pure – formă și culoare”.

## Biografie
Corneliu Michăilescu s-a născut la București în data de 20 august 1887, pe strada Luminii nr. 15. El a fost cel de al treilea băiat al lui Mihai Mihăilescu, inginer de profesie și inspector silvic din cadrul Ministerului Domenilor Statului. Mama sa se numea Smaranda, născută Sorescu. Familia era una avută, dar nu într-atât încât să facă parte din protipendanda vremii. Corneliu a fost un dandy până în anii instalării comunismului în România, ducând o viață lipsită de griji materiale. În perioada 1895 - 1899, artistul a urmat cursurile claselor primare de la Școala Sfinții Voievozi din București timp de un an, apoi un an în Mavrogheni, și doi ani în Clemenței.
După absolvirea ciclului primar a urmat, între anii 1899 - 1906, școala secundară a Liceului Mihai Viteazul din București ( patru clase inferioare ) și apoi Liceul „Sfântul Sava” din București ( trei clase superioare ). S-a înscris în anul 1906 la Facultatea de Drept, Litere și Filozofie din București, urmând cursurile acesteia timp de doi ani, până în 1908. În toamna acestui an s-a înscris la Școala de Belle-Arte și a renunțat să mai facă facultatea de la Universitatea din București.
În 1910 și-a făcut stagiul militar cu termen redus. A absolvit Școala de Belle-Arte în 1912 la clasa profesorului George Demetrescu Mirea la pictură și a profesorului Frederic Storck la sculptură. Apoi, timp de trei ani, 1913 - 1915, a plecat la Florența unde a participat la expozițiile anuale ale Societății de Belle-Arte din Florența ( Accademia di belle arti di Firenze ), cu un autoportret și două studii de cap în 1913, cu două studii de portret în ulei în 1914 și cu o compoziție în 1915.
În iarna anului 1915 s-a hotărât să revină în România. A trecut prin Zürich și s-a întâlnit cu Tristan Tzara, Marcel Iancu și cu prietenii acestora. O dată cu intrarea în primul război mondial a României, Corneliu Michăilescu a fost mobilizat în anul 1916 la Regimentul Dorobanți 6 Mihai Viteazul. Cu ocazia luptelor care s-au dat la Brașov a fost luat prizonier de către armata austriacă și a fost internat în lagărul militar din Tuchel, localizat în Prusia de Sud. A fost eliberat în anul 1917. La încheierea păcii de la București din 1918 a fost eliberat din lagăr. Ca urmare a plecat în toamna lui 1918 din nou la Florența pentru continuarea studiilor de pictură.

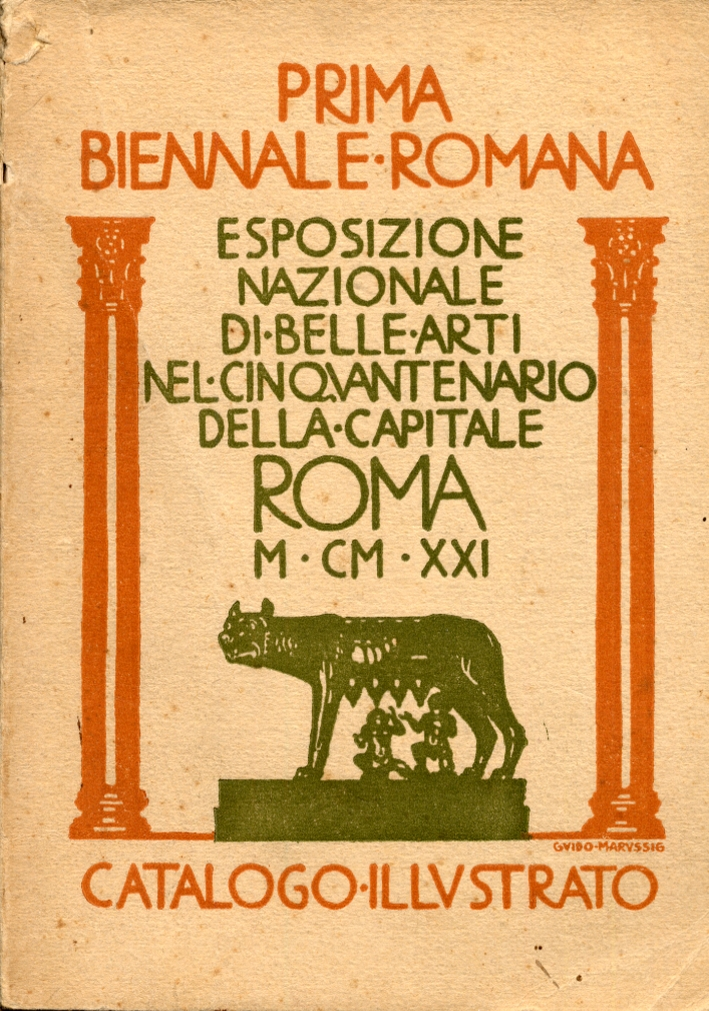
Catalogo illustrato - Esposizione Nazionale di Belle Arti nel Cinquantenario della Capitale - Roma 1920, publicat în 1921

În perioada 1919 - 1921 a urmat cursurile de gravură și acvaforte organizate de Accademia di belle arti, în clasa profesorului Camillo Inocenti. Cu ocazia „Esposizione Nazionale di Belle Arti nel Cinquantenario della Capitale” din anul 1920 a participat cu trei lucrări - Sacerdotesse di Astarte, Donzo Mistica și Delusione. Corneliu Michăilescu s-a întors în România în 1922 și și-a deschis prima expoziție personală în sala Sindicatului Artelor Frumoase din București. A expus 4 desene în cerneală colorată, gravuri, litografii, 13 lucrări de grafică în alb-negru și 65 de picturi în ulei. Ca urmare, Pinacoteca Municipiului București i-a cumpărat două peisaje intitulate Certosa și Fiesole. Primăria sectorului IV Verde, a achiziționat lucrarea Parc din Florența. În același an a participat la Salonul Oficial cu două lucrări, Natură moartă și Păzitorii castelului, cea din urmă obținând Premiul I.
A participat în 1926 la expoziția intitulată Un veac de artă românească cu o compoziție și la Salonul Oficial cu două compoziții ce purtau denumirea de Angelus și După bal. La Salonul oficial din anul următor a expus Buna Vestire și la Expoziția de artă românească care s-a organizat cu ocazia Congresului presei latine a participat cu o Natură moartă. În 1928 a expus la Salonul Oficial Construcție cu lampă și cofetieră și Călugărițe. La a VIII-a expoziție organizată de Societatea Arta română a avut cinci lucrări și la Expoziția dobrogeană din Constanța a expus șase peisaje. Pentru tabloul Construcție cu lampă și cofetieră a primit premiul al II-lea la Salonul Oficial.
În anul 1929 a participat la Salonul Oficial cu o compoziție - Interior și la Salonul de toamnă a expus nouă desene realizate în tuș. La expoziția colectivă organizată de ziarul Facla în cinstea lui Filippo Tommaso Marinetti, a prezentat mai multe desene și lucrări realizate în ulei. La cele două expoziții organizate de Gruparea Arta nouă, cea din aprilie - mai 1929 și cea din octombrie, a avut patrusprezece desene în tuș și colorate și nouă în ulei. Ministerul Artelor a achiziționat cu ocazia expoziției din primăvară o lucrare.
La expoziția Salonului Oficial din anul 1930 a participat cu două lucrări. Statul le-a achiziționat pe amândouă - Curaçao și Integral. A mai avut șase xilografii la Salonul de desen și gravură, compoziția Olimpia expusă cu ocazia Conferinței interparlamentare, șase lucrări expuse la Expoziția Fundației Culturale Principele Carol și șase tablouri cu care a participat la Al 5-lea Salon de belle-arte de la Chișinău. A participat la Expoziția de pictură românească de la Haga, Bruxelles și Amsterdam cu tabloul intitulat Ritmico nouă.
În 1931 a expus două tablouri ( Simfonie în galben și Acorduri în oranj ) la Salonul Oficial din primăvară și cu cinci desene în tuș la Salonul de desen și gravură din toamnă. Tot în acest an a deschis a doua expoziție personală unde a arătat publicului patruzeci de desene douăzeci și nouă de lucrări în ulei și două acuarele.
Bolnav fiind, în 1932 s-a retras în apropierea Bucureștiului în satul Băneasa.  În 1933 a expus la Salonul Oficial tabloul Peisaj în Spania și unsprezece guașe pe sticlă la expoziția Grupării Criterion. Și-a construit o casă cu atelier la Cernica după propriile sale planuri. Aici a locuit până la sfârșitul vieții. A mai expus opt uleiuri în 1934 la Grupul plastic 1934.
În anul 1937 a participat la Expoziția Universală de la Paris unde a expus în cadrul Secției de artă românească o Natură statică. La Salonul Oficial din 1935 a avut două naturi statice iar la expoziția Contimporanului șase compoziții. În 1936 a participat la Salonul Oficial cu trei peisaje din Balcic și Interior. În 1939 a prezentat la același salon lucrările Pești și Moș Toader.
La Salonul Oficial din 1940 a prezentat un peisaj - În Spania și o natură moartă - Gutui. La Expoziția Italia văzută de artiștii români a expus lucrarea Peisaj italian. Anul următor are pe simezele Salonului Oficial compoziția Forme. La același Salon din 1943 figurează cu Peisaj italian - San Giurignan și la Expoziția Natură Moartă de la Căminul Artei din București a avut mai multe lucrări. A murit în luna noiembrie 1965.

## Corneliu Michăilescu - Artist în România
Imediat după terminarea primului război mondial, arta plastică din România a avut un moment de reviriment demonstrat prin apariția unui număr important de evenimente expozițiomale. Astfel, lunar, se înregistrau ca niciodată până atunci circa 15 - 20 de expoziții, chiar și în timpul verii. În acestea era etalat un mozaic de moduri stilistice de exprimare, dar și o mulțime de tendințe și opinii contradictorii, totul având un caracter de expoziții de târg, așa cum de altfel au fost categorisite de unii critici și cronicari de artă ai acelor vremuri. Din tot acest noian expozițional, una din ele a atras atenția prin ineditul ei, expoziția din anul 1922 a lui Corneliu Michăilescu. Aceasta a fost prima lui expoziție personală care s-a desfășurat în sala Sindicatului artelor frumoase din str. Corabiei nr. 6.

### Perioada 1922 - 1929 -- Afirmarea
La momentul anului 1922, Corneliu Michăilescu era un tânăr necunoscut amatorilor de artă, însă evenimentul expozițional nu era prima lui ieșire în public. Cu mai mulți ani în urmă, în timpul studiilor sale în pictură de la Florența a prezentat mai multe lucrări publicului italian la manifestările anuale ale Grupării Artiștilor Independenți din Florența ( 1913 - 1915 ), ca membru fondator al acesteia. A participat de asemenea în anul 1920 la Expoziția Națională de Artă de la Roma.
Istoricul de artă Petre Oprea a comentat expoziția lui Michăilescu din 1922, opinând că era una inegală și că ea reflecta tatonările de până în acel moment ale artistului. În expoziție se puteau vedea etapele parcurse și în același timp progresul pe care debutantul  l-a înregistrat în stabilizarea și personalizarea tehnicii sale. Au existat câteva lucrări de început ca Pridvor în soare și Clopotnița veche care degajă o atmosferă romantică lucrată în culori crude și contrastante, cu forme difuze și volume vag conturate ca la impresioniști. În alte câteva lucrări dintr-o etapă imediat următoare, apare o evidentă preocupare pentru decorativ în transpunerea unor motive preluate din basme și legende, vezi Dansul Salomeei, dar și influențe ale plein-airiștilor, vezi Umbrela roșie. Se constată în lucrările lui Michăilescu și o evoluție în realizarea contururilor, ele jucând un rol preponderent în conceperea și organizarea compoziției, asta și datorită tendinței pe care o avea în asimilarea exigențelor tehnice ale cubismului. Petre Oprea a constatat că în acei ani artistul avea o disciplină riguroasă în redarea compoziției „... natura fiind prinsă energic într-o armătură de linii cu sens strict arhitectonic, delimitînd între ele culorile vii, pline de seva vieții”. Toate aceste calități dădeau picturilor un aer de liniște gravă, reprezentative în acest sens fiind peisajele Fiesole și Certosa, primul aflându-se astăzi la Muzeul Național de Artă al României. Cu toate ca artistul a avut parte de câteva cronici de artă favorabile și încurajări din partea apropiaților, el a decis să renunțe pentru o perioadă să mai participe la vreo expoziție. Motivul care l-ar fi animat în această direcție, în opinia lui Oprea, ar fi fost faptul că Michăilescu era în acei ani singurul pictor care a ales să se lase înrâurit de cubism. Oprea a considerat că artistul român a avut nevoie de un timp în care să asimileze în liniște tehnica, concepția și mesajul acestui curent artistic.

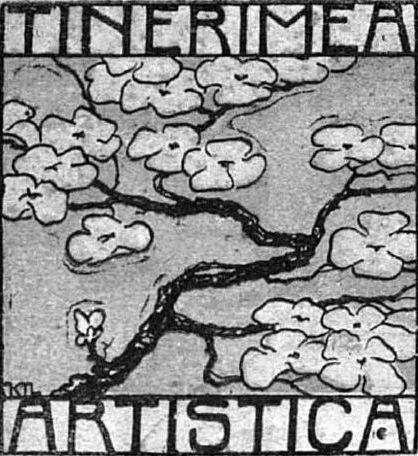
Sigla Societății Tinerimea artistică din anul 1904

După câteva luni care au urmat expoziției personale din 1922, Michăilescu a avut o confirmare privind justețea alegerii sale deoarece a văzut expoziția personală a lui Marcel Iancu din același an din luna decembrie, unde au fost expuse pe simeze o mulțime de lucrări cubiste. În anul 1923 luna noiembrie, M. H. Maxy a deschis o expoziție similară. Ambele manifestări expoziționale au fost primite cu rezervă de către public și critica de artă. Mediul artistic din România era dominat de către Tinerimea artistică, înființată cu douăzeci de ani în urmă. Lucrările realizate de Iancu, Maxy și Michăilescu erau în acel moment un protest adus direcției academico-idilice impusă de Tinerime, care ea însăși a devenit un fel de bastion al inerției. Tinerimea artistică, prin manifestările ei de după încheierea primului război mondial, încuraja o pictură de agrement, având pe simeze peisaje de basm, scene rustice și foarte multe flori. Elocvent este interviul pe care l-a dat în anul 1927 președintele Tinerimii artistice, Kimon Loghi unui cronicar de artă de la revista Clipa, în care acesta a răspuns la întrebarea „care este idealul dumneavoastră în artă”. Acesta a răspuns că „... Deși fiecare dintre noi avem cîte un ideal în viață și mai cu seamă artiștii, totuși vremurile în care trăim sînt atît de vitrege, încît mare parte din idealurile noastre par înlănțuite. Poate că urmașii noștri să aibă luxul și norocul unui ideal, trăind o viață mai liniștită și îndepărtată de nevoile aspre ale vieții. Deocamdată sîntem siliți a ne mărgini îndeosebi la productivitatea accesibilă publicului. Aș vrea să văd, pe unul măcar din artiștii noștri care să se sacrifice astăzi, pentru idealurile mult trîmbițate dar nu-l găsesc”.
În 1918 a luat ființă o societate artistică intitulată Arta română, care lupta cu predilecție pentru o artă cu înaltă ținută civică și profesională. În 1928, Corneliu Michăilescu a comentat pentru artiștii fondatori ai Artei române că societatea „... trebuia să însemne forța vie a plasticii noastre, planeta în orbita căreia urma să graviteze orice element de valoare.... Arta română după cum se știe, s-a născut. ca un îndoit protest în contra îmbătrînitei societăți Tinerimea artistică, rămasă în interiorui ocupat să cocheteze cu cultura germană. La naștere, deci, din două sentimente: din acela de emancipare a tineretului plin de exuberanța talentului gata să se reverse, pînă atunci sufocat și stăpînit de digurile strîmte ale egoismului celor bătrîni sufletește și din acela de a dovedi că pulsul vieții generoase bate nu numai pentru artă, ca pură expresiune a sensibilității, ci și pentru exprimarea unui ideal de cultură națională în care latinitatea își oglindește ființa”.
Fondatorii Artei române, majoritatea au îndurat mizeriile războiului, ei fiind cei datorită cărora a luat ființă Sindicatul Artelor Frumoase. Așa cum a declarat Francisc Șirato în articolul Despre pictura românească de ieri și de mîine, artiștii s-au străduit să afle „... un mod de expresie, de tehnică, potrivit formelor neexploatate încă ale vieții și țării noastre”. Ei încercau, așa cum afirma același Șirato, „... să zugrăvească adevărata imagine a vieții în toate manifestărlie ei, a locuitorilor și țării noastre”, deoarece „... relevarea individualului, printr-o spiritualizare sintetică o elementelor fizice, formă, culoare etc., din natură [ ar duce în mod firesc, n.a. ] la relevarea unui ideal artistic cu înțeles teluric”. De fapt, exista în acea vreme o atenție care se îndrepta cu precădere spre subiectele care erau relevate de viața țărănimii, denumită talpa țării, pe care artiștii nu o vedeau ca o structură socială divizată ci una unitară. Era o aspirație generală diriguită spre „... un stil național în sensul unui individualism subiectiv în modul de exprimare a formelor și fenomenelor caracteristice țării”.
Corneliu Michăilescu a expus lucrările sale de abia în anul 1924 cu ocazia primului Salon Oficial deschis după terminarea primului război mondial, ultimul având loc în 1916. Alături de cele două lucrări ale sale, Păzitorii castelului și Natura statică, au mai fost prezente Cina de Ștefan Dimitrescu și Întâlnirea de Francisc Șirato, precum și multe altele cubiste semnate de M. H. Maxy, Marcel Iancu, Nadia Bulighin și Merica Râmniceanu. Michăilescu a primit pentru Natura statică unul din premiile expoziției. Practic aceasta a fost prima expoziție din România în care au fost recunoscute și apreciate în mod public lucrările cubiste. Cu toate că a avut succes, au existat și cronici de presă cu observații negative, fapt care i-au dat, în opinia lui Petre Oprea, o stare de incertitudine asupra direcției artistice pe care a ales-o ca manifestare. Ca urmare el s-a retras în propriul atelier, cu toate că amicii săi ce gravitau în jurul Contimporanului l-au îndemnat să participe la prima expoziție organizată de grupul lor în decembrie  1924. În 1925 nu a participat la Salonul Oficial, ci a activat pe plan social în Sindicatul Artelor Frumoase.
În anul 1926 a revenit la Salonul Oficial cu două compoziții cubiste - Angelus și După bal. De această dată, el împreună cu ceilalți artiști cubiști, a intrat în oprobiul cronicarilor plastici. Horia Igiroșanu de la Clipa și Victor Bilciurescu de la Universul, i-a considerat niște dezechilibrați, un fel de cabotini ai artelor plastice, dar și mult mai grav, tot grupul cubist a fost acuzat că s-a constituit într-o camarilă ancorată de Salonul Oficial prin juriul acestuia și că au fost „... cartelați întru veșnica autocădelnițare, autopremiere și autocumpărare”. Ca urmare, Michăilescu i-a răspuns lui Bilciurescu în articolul pe care l-a publicat în ziarul Cuvântul. Acesta a fost startul unei polemici îndârjite care a degenerat în insulte și fel de fel de calomnii, care era să ajungă la duel, primul cunoscut în arta plastică din România.
Pornind din 1926, artistul a expus permanent la manifestările colective. În 1927 la Salonul Oficial cu Bunavestire și la Congresul presei latine de la București cu o Natură moartă. În 1928 a expus Construcție cu lampă și cafetieră și Compoziție cu călugărițe la Salonul Oficial, pentru prima primind premiul al II-lea. Cu ocazia celei de VIII-a expoziție a societății Arta română a expus cinci lucrări (cele două lucrări de la Salonul oficial și Natură moartă cu vaze, Construcție cu mască și reviste, Natură statică cu reviste). La Constanța la expoziția dobrogeană a avut șase peisaje din Techirghiol. În 1929 cu lucrarea Interior la Salonul Oficial și cu nouă desene în tuș al Salonul de desen și gravură din toamnă și cu multe lucrări de grafică și pictură la manifestările Grupului arta nouă din aprilie și noiembrie, alături de Marcel Iancu Miliția Pătrașcu, M. H. Maxy, Mattis Teutsch, Victor Brauner și L. Brătășanu.
În toți acești ani, arta lui Michăilescu s-a conturat ca o personalitate distinctă din cadrul mișcării avangardiste din România. Deși era adeptul cubismului, artistul a păstrat în tablourile sale integritatea subiectului, descompunându-l și disociindu-l doar în limitele care definesc motivul și funcționalitatea obiectelor. În toată această perioadă a realizat puține lucrări deoarece fiecare dintre ele necesitau o lungă perioadă de gestație și analiză în conturarea subiectului, iar execuția era una lentă, etapizată, cu faze preliminare, fapt care arată că Michăilescu nu era un cubist obișnuit. Acesta a fost motivul pentru care lucrările sale au fost întotdeauna acceptate la expozițiile oficiale. De aceea, lucrările lui au avut mult mai puține critici negative ca cele ale lui M. H. Maxy sau Marcel Iancu, cei care erau exponenții cubismului sintetic, dar care au evoluat către o formulă constructivisto-integralistă în mod programatic susținută de revista Integral. Țelul lui Michăilescu era să obțină echilibrul dintre o definire reală a motivului și spiritualizarea lui conform perceptelor cubismului. El dorea refacerea modernistă a dezideratului picturii clasice în reprezentarea sintetică a permanentului din natură, altfel zis „... realizarea de valori plastice pure — formă și culoare”.
Se poate spune că prin manifestările lor de grup, moderniștii și-au croit o matcă, un șablon recunoscut public în mișcarea plastică din România. Cu timpul, creația acestora nu a mai fost percepută ca ceva preluat din arta străină și implementată oarecum forțat în cea autohtonă. Ei au avut de partea lor pe criticii și cronicarii de presă, dar și numeroși colecționari, fapt care a dus la grefarea pe specificul autohton a unor elemente adaptate, rezultate din contribuția universală. Ostilitatea de care au avut parte era datorată o dată de adulația reciprocă dintre acești artiști, dar și a modului de a privi, dar și de a denigra, tot ce se realiza în România diferit de spiritul artei lor. Aceste evidențe au dus la crearea multor neînțelegeri și inamiciții.

### Perioada 1930 - 1935 -- Apogeul
Anul 1930 a fost unul fecund pentru manifestările grupului de artă modernistă. Corneliu Michăilescu era un militant de frunte al mișcării, ținea discursuri, participa la expoziții și își scria opiniile în articole de presă. La a doua expoziție a Contimporanului din martie 1930, Michăilescu a expus o serie de lucrări din care se vedea preocuparea către viziunea plastică suprarealistă, fapt care rezultă din practicarea unui desen pictografic. Deoarece climatul artistic era în continuare unul neprielnic, îndrăzneala noilor abordări care-l preocupau este una importantă în acel context. În acest an s-au organizat de către moderniști, manifestări entuziaste cu ocazia sărbătoririi și primirii la București a părintelui futurismului Filippo Tommaso Marinetti. Astfel au apărut din nou în presă reacții potrivnice, dar nu atât de puternice ca odinioară.

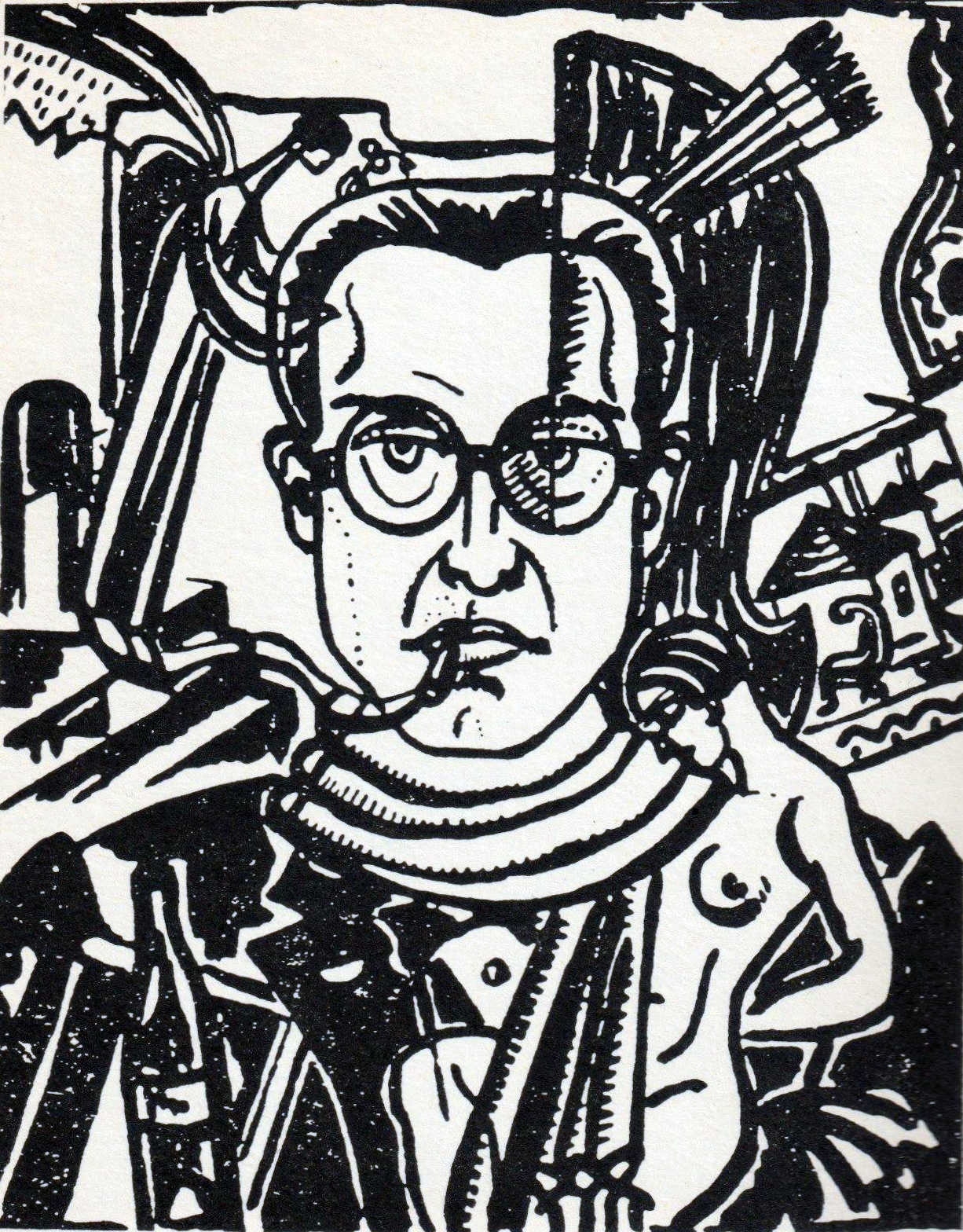
Autoportret

În 1931 într-o atmosferă artistică ostilă, dar stimulatorie și efervescentă în cadrul grupului modernist, Michăilescu și-a deschis cea de a doua expoziție personală, după aproape nouă ani distanță de prima. E expus douăzeci și nouă de lucrări în ulei, patruzeci de desene în tuș și două acuarele, toate realizate pe parcursul a ultimilor trei ani de activitate. Catalogul expoziției avea un preambul manifest în care artistul își susținea adevărurile artei sale. El afirma că „... natura exterioară cât și lăuntrică este nesfârșit de bogată... ea neputând fi privită pe toate fețele decât cu ochii imaginației...” și ca urmare el demonstra că scopul artei lui este de a reda „... eterna poezie a creațiunii pure”. Această stare de grație presupunea din partea artistului „... o concepție înaltă, adâncă, trăită în echilibrul maselor de culoare, în melodiul sau ritmica lineară, în raportul just al valorilor, în ritmul interior și armonic al unei materii sensibile și rezonante”. În același timp el a dezavuat poziția artiștilor care  practicau „... pictura ca o artă a imitației sau cel mult a unei strânse interpretări a formelor și culorilor din natură”.
În această expoziție, artistul a expus puține lucrări cubiste, majoritatea celorlalte fiind sub influența suprarealismului cu subiecte preluate din basme și teme literare exprimate prin simboluri, numele lor fiind edificator - Trăia existența imponderabilului, O pisică a fermecat, O plantă cunoscuse vraja fluierului, O pasăre a fost mustrată, Retrăia o viață necunoscută etc. Adevăratele revelații ale genului au fost insă desenele în tuș care au fost realizate în spiritul suprarealismului. Ca urmare, au apărut numeroase cronici scrise de simpatizanți și adepți ai mișcării avangardiste ca Nicolae Tonitza, Mac Constantinescu, Ionel Jianu, Marcel Iancu, Felix Aderca, M. H. Maxy, Virgil Huzum. Aceștia au apreciat la superlativ efortul creativ și au subliniat picturalitatea lucrărilor. Comentarii pozitive a avut și cu ocazia Salonului de desen și gravură din toamna anului 1931 unde a participat cu cinci lucrări.

Marcel Iancu - redactor al Contimporanului

Din cauza unei oboseli psihice apărută în 1932 a fost determinat, la sfatul medicilor, să părăsească Bucureștiul stabilindu-se temporar în satul Băneasa. În 1933 s-a instalat definitiv în satul Cernica unde și-a construit o casă cu un atelier spațios. Acolo intenționa să țină cursuri de pictură pentru tineretul amator. Aici a trăit tot restul vieții. În 1932 nu a participat la Salonul Oficial și nici la expoziția organizată de Societatea Arta nouă, chiar dacă a fost invitat.
Cu ocazia Salonului din 1933 a expus Dovleci și Natură moartă și apoi a participat cu optsprezece guașe realizate pe sticlă la manifestarea Grupului plastic Criterion. Guașele au amintit de meșteșugul iconarilor folosit într-o modalitate personală și absolut nouă ca tehnică de exprimare. Ductul liber al liniei, strălucirea irizată a pastei ce ieașea prin sticlă, ca și subiectele pe care le-a tratat, au adus în opinia lui Petre Oprea, o atmosferă exuberantă plină de lirism.
Manifestarea Grupul plastic Criterion din 1934 apărută sub o nouă titulatură - Grupul plastic 193418, a avut ca expozanți pe obișnuiții M. H. Maxy și Marcel Iancu alături de Henri Catargi, Margareta Sterian, Aurel Kessler, Cornelia Daniel, Micaela Eleutheriade, Petre Iorgulescu-Yor, Vasile Popescu și Corneliu Michăilescu. Acesta a venit cu opt uleiuri din care s-au remarcat Déjà vu, Balet rus, Interior, Meeting și Nunta cobzarului.
Toată activitatea lui artistică de până în anul 1935 l-a făcut să fie considerat ca un pionier al artei moderne din România. A fost consecvent în intransigența cu care și-a urmărit idealurile și a generat în cronica artistică a acelor vremuri numeroase polemici, Nicolae Tonitza afirmând că a câștigat „... admirația noastră, chiar atunci când nu l-am admis principialmente”. Tot Tonitza a afirmat că „... în atitudinea acestui artist - care se încăpățânează de atâția ani să-și afle, prin îngemănarea liniilor și a culorilor, un echivalent sufletesc propriu - este nu știu ce eroică obsesie, nu știu ce cavalerească mândrie, nu știu ce tumultuoasă înclinare spre sacrificiu și spre o religioasă voluptate față de hula publică. E un caz rarisim la noi, în ultima vreme singurul caz aproape - în care statornicia într-un crez estetic („creatiunea pură") te dezarmează, te subjugă și te constrânge la admirație”. În cadrul expoziției Contimporanului din anul 1935, Corneliu Michăilescu a fost prezent pentru ultima oară alături de membrii grupării.

### Perioada 1936 - 1943 -- Declinul
Prietenia dintre Michăilescu și M. H. Maxy și Marcel Iancu s-a destrămat din cauza unor divergențe de opinii care au apărut cu ocazia organizării celei de a patra expoziții a Contimporanului din anul 1936. Nemulțumirile reciproce care au mocnit de mai multă vreme au dus la o ireconciliabilă dispută. Michăilescu s-a desolidarizat de spiritul și atmosfera de adulație reciprocă cultivată de amicii acestora, care dura de mulți ani înainte. Această atitudine era  pretinsă necondiționat de către toți membrii grupului. Pe de altă parte existau și divergențe de opinii ce țineau de menirea artistului. Michăilescu credea că artistul trebuie să se abțină de la acțiuni politice, opinie care nu era asumată de niciunul din ceilalți membrii ai grupării. Aceștia nu urmau linia politică a acelor vremuri și ca atare, au făcut un front activ împotriva ideilor rasiste și fasciste care se vehiculau în mod oficial.
Dorința lui Corneliu Michăilescu de a menține în centru creației un umanism care se baza pe tradiția înaintașilor pe de o parte, precum și necesitatea de a-și obiectiva realizările artistice față de necesitățile vieții pe de altă parte, a născut în interiorul lui fel și fel de îndoieli și întrebări, fapt care l-au dus la singularizare. Îndepărtarea de grupul Contimporanului l-a afectat cel mai mult deoarece a fost privat de posibilitățile de manifestare într-un cadru colectiv unitar. O platformă de tip ideologic comună l-ar fi ajutat pentru afirmarea propriului crez artistic. Având o sănătate precară, el a fost constrâns să picteze rar, iar preocupările lui s-au direcționat către literatură. Astfel, s-a realizat în acest domeniu scriind mai multe nuvele care au rămas la stadiul de manuscris. Ele tratează viața țăranilor simpli înconjurată de elemente ale supranaturalului - semne prevestitoare, vise, blesteme. Noua lui activitate literară l-a absorbit aproape complet. La Saloanele Oficiale din anii 1936, 1939, 1940, 1942 și 1943 prezența sa pe simeze a fost sporadică, expunând lucrări care amintesc doar de idealurile și aspirațiile lui artistice de mai de mult.

### Perioada 1944 - 1965 -- Apusul
După anul 1944, Corneliu Michăilescu a încercat să dea curs artei realiste, artă care nu l-a mulțumit și în care nu a găsit nimic valoros ca manifestare. Aceast fapt l-a descurajaat și l-a determinat să se îndrepte spre arta publicitară și a realizat desene pentru diverse publicații, ca Gazeta agricultorilor, mai puțin exigente la rigorile artei adevărate. În anii 1964, 1965, artistul a trimis la manifestările interregionale câteva lucrări cubiste de o calitate decorativă, fapt care a dus la respingerea lor.
Corneliu Michăilescu a fost un artist intelectual singular care a lucrat simultan cu oricare din curentele artistice contemporane lui. În ultima perioadă a vieții s-a izolat peste treizeci de ani în mediul rural ducând o viață discretă dar bogată, la Băneasa și mai apoi la Cernica, acolo unde și-a ridicat o casă constructivistă făcută după planurile prietenului său - Marcel Iancu. Michăilescu a fost personaj de roman în a cărui biografie se regăsesc o mulțime de pete albe, multe din ele fiind relevate de scrierile sale. La tinerețe, artistul a făcut și cronică plastică în publicațiile Cuvântul, Ultima Oră, Universul (ziar), Contimporanul, Integral, Politica, Viața literară, Universul literar, La fiamma și Revue du vrai et du beau.
Nuvelele pe care le-a scris în ultimii ani ai vieții au fost publicate de abia în anul 2000 de Constantin Măciucă (vezi bibliografia) în volumul intitulat Portretul. În ele se vede un scriitor stăpân pe un stil foarte bine coagulat, asemănător uneori cu cel practicat de Mircea Eliade sau Mateiu Caragiale din prozele fantastice Sub pecetea tainei și Remember. Michăilescu avea unele preocupări legate de experimente ale lumii medicale, cu predilecție a medicinii legale, relevante fiind incursiunile sale în onirism cu înclinații spre problemele de natură abisală, cazuri morbide pentru sinucigași.

## Michăilescu și mescalina

### Istoria experimentelor cu mescalină în România

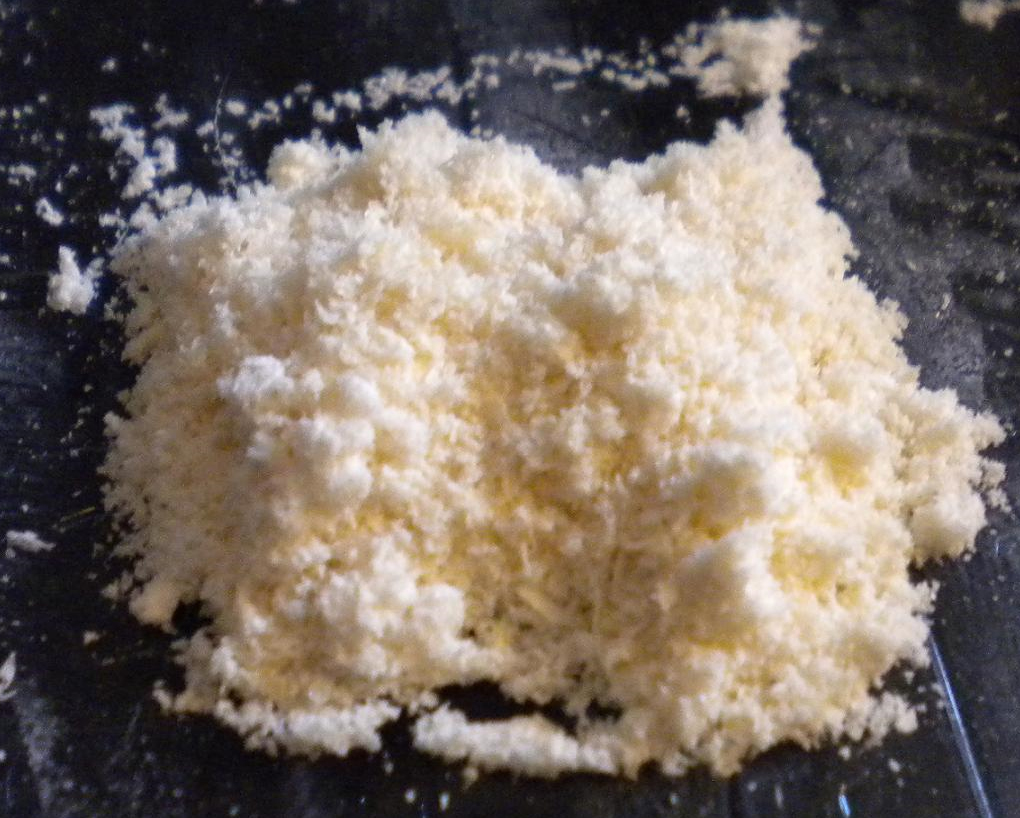
Pudră de mescalină

Începuturile studierii în România a efectelor intoxicației cu mescalină sunt destul de neclare. Interesul manifestat de doctorul Gheorghe Marinescu a apărut încă din tinerețea lui, primele cercetări fiind publicate în anul 1909. Fiind neurolog, el era interesat de audiția colorată și de modul în care se manifestă aceasta în creier. A studiat toate teoriile care circulau prin Europa și ca urmare a propriilor experimente și-a format propriile păreri. Marinescu a crezut că toată lumea ar fi capabilă de a trăi audiții colorate, fiind necesară doar deblocarea anumitor părți ale creierului. Tot el a opinat că oamenii cu afecțiuni mintale ar fi predispuși la aceste fenomene, însă a acceptat și ideea că există subiecți cu o predispoziție nativă la emoție și estetic. Aceștia ar avea cele mai mari șanse de a reuși cu ajutorul mescalinei. În opinia Deliei Marinescu, rolul pe care imaginația îl are în aceste experimente ar fi unul major, cu toate că din modul de redactare medical-științific al neurologului român această afirmație nu rezultă cu claritate.
În toată munca pe care a efectuat-o Gherghe Marinescu în direcția intoxicării cu mescalină, a fost ajutat de medicul locotenent Vasile Sava. Acesta și-a dat doctoratul în anul 1929 cu lucrarea Cercetări asupra audiției colorate și intoxicațiunii experimentale cu mescalină, Facultatea de Medicină, București, exemplificând afirmațiile cu rezultatele obținute din propriile lui experimente.
Istoria cercetărilor din România în domeniul efectelor mescalinei, respectiv audițiile colorate, a început la Iași, în a doua jumătate a secolului al XIX-lea, cu studiile făcute de medicul Eduard Güber. Acesta și-a deschis un laborator de psihologie experimentală și a fost încurajat în cercetările sale de Take Ionescu și Titu Maiorescu. Murind de tânăr, doar la 35 de ani, toate notițele lui au fost date de Titu Maiorescu doctorului Gheorghe Marinescu în vederea continuării cercetărilor.
Experimentele cu mescalină testau modul cum răspundeau pacienții în timpul intoxicării, ce viziuni aveau și modul de reacție atât la zgomote, imagini, greutăți, precum și felul în care li se exacerba imaginația. În acea epocă era la modă beția de tot felul și sinestezia, ca procedeu artistic. Testele care s-au făcut au avut pacienți diverși, pe de o parte oameni sănătoși ce aveau profesii ca medici, profesori, scriitori și pictori și pe de altă parte oameni nevrotici sau orbi.
Atât viziunea colorată cât și sinestezia au ca obiect trăirile avute prin combinarea mai multor simțuri, cele mai frecvente fiind simțul auditiv și cel vizual, importante în ecuația rezultatelor experimentale fiind și simțul tactil și cel olfactiv. Termenul de sinestezie este folosit mai degrabă în domeniul literar, pe când termenul de audiție colorată era preferat în mediul medicinii din acea epocă.
Vasile Sava a definit audiția colorată astfel: „... Audiția colorată, consistă în asocierea unei senzații auditive, cu o senzațiune vizuală colorată, este un fenomen destul de rar, curios, care se găsește la persoane normale și în stări patologice. La normali se întâlnește în mod excepțional, pe când la persoane care prezintă afecțiuni cerebrale, la degenerați, intoxicați, nevropați, precum și la orbi, este mai frecvent și mai intens”.
Atracția europenilor pentru folosirea mescalinei a fost datorată proprietăților ei curative și mai apoi a celor halucinogene. Mescalina a fost studiată științific în Europa și a fost folosită în domeniul militar pentru tratarea traumelor postbelice.

### Experimentul cu mescalină -- pacientulM.C.

#### 1929 -- Raportul lui Vasile Sava
Teza de doctorat a lui Vasile Sava din 1929 vorbește despre două sesiuni de cercetări experimentale cu mescalină. Până în acel moment s-au făcut în România mai multe experimente, doctorandul menționând și modul în care acestea s-au realizat. Prima sesiune consemnează experimente, fără a fi datate, care au fost efectuate pe subiecți preluați de la Azilul de orbi „Regina Elisabeta” din Vatra Luminoasă, București. Din grup făceau parte trei adulți orbi, trei copii orbi, fetița unui pictor, un medic și cinci pictori. Datele de identificare pentru pictori nu sunt exacte. Ei au fost: „doamna I.S.”, „K.A.”, „P.M.”, „M.A.” și „D.D. 32 ani”. Fetița apare sub indicativul „L.M.”. Nu se poate spune cine au fost acești pacienți pentru că și metoda de lucru nu era în acea vreme prea elaborată, acest fapt fiind vizibil și din întrebările care au fost puse subiecților.

#### 1933 -- Raportul lui Gheorghe Marinescu
Conform studiilor care s-au făcut până în anul 2024 se știe că Michăilescu a făcut parte dintr-un grup de persoane printre care au fost și artiști, care s-au supus voluntar unor experimente de administrare a mescalinei sub observație medicală efectuate de neurologul Gheorghe Marinescu în anii 30 ai secolului al XX-lea. Au existat de-a lungul timpului mențiuni documentare făcute de Petre Oprea, Ruxandra Dreptu și Andrei Pintilie. Toate acestea au fost adunate într-o analiză făcută de Andrei Oișteanu într-un volum în care autorul a dedicat un subcapitol pictorului Michăilescu și experienței sale.

neurologul
Gheorghe Marinescu

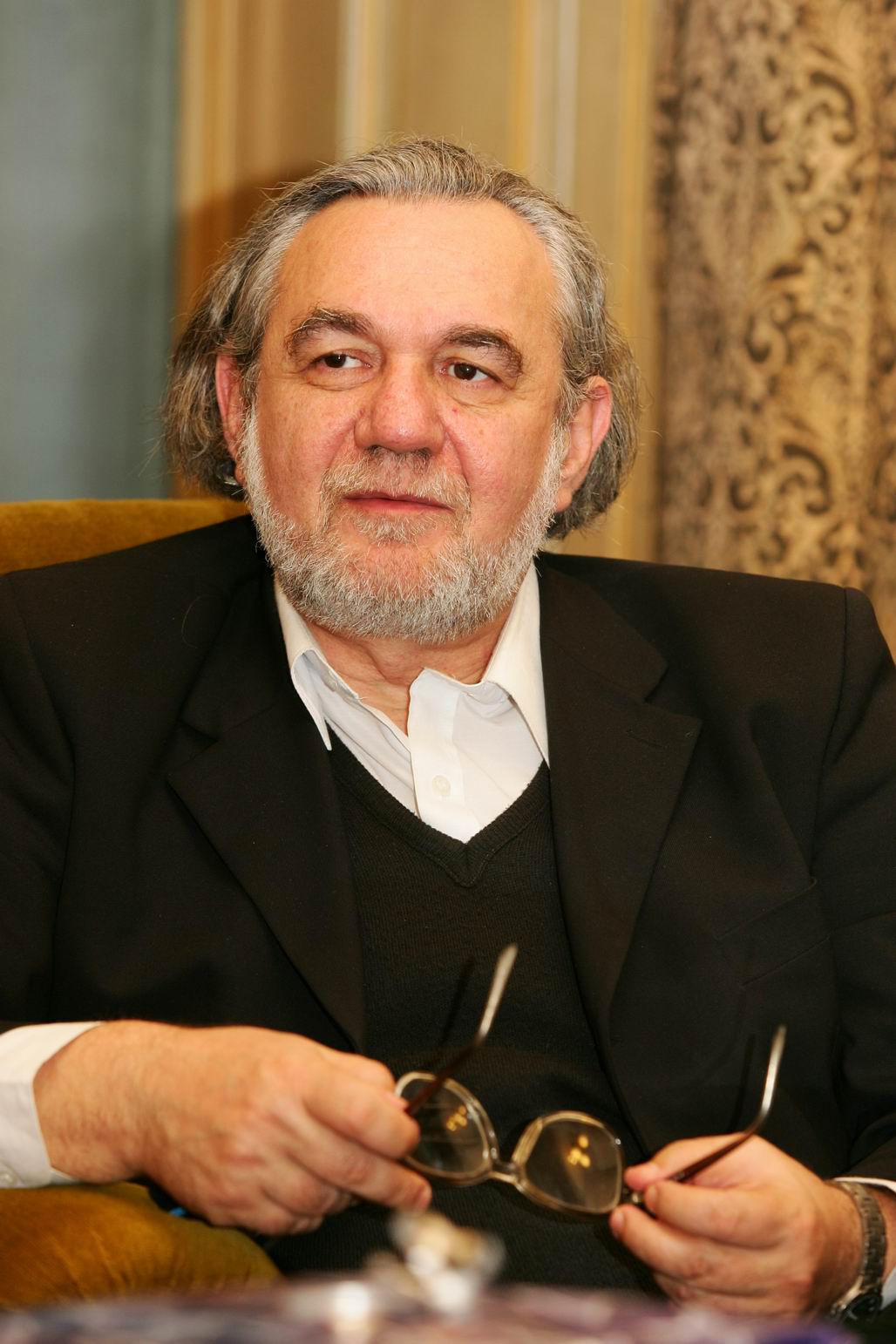
Andrei Oișteanu

Încă nu se știu circumstanțele în care Michăilescu l-a cunoscut pe doctorul neurolog, însă se știe cu precizie că Marinescu a prezentat rezultatele experimentului într-o conferință desfășurată la „Fundația Regală Carol I”. Cu ocazia conferinței au fost prezentate și câteva lucrări realizate de Michăilescu în timpul experimentului. Ulterior, studiile lui Marinescu au fost popularizate prin buletinele științifice ale Academiei Române, dar și în reviste medicale din Franța. Faptul că medicul român colabora cu lumea medicală din Franța nu era ceva ieșit din comun, deoarece Marinescu și-a făcut studiile cu profesorul Jean-Martin Charcot și a devenit ulterior membru al Academiei Franceze.[A]
În analiza lui Andrei Oișteanu, acesta a afirmat că experimentul s-a făcut pe șapte pictori, din care trei au fost Ludovic Bassarab, Corneliu Michăilescu și Paul Molda. Gheorghe Marinescu a menționat informația într-un articol aflat sub autoritatea Academiei Române. Un text identic a fost publicat înaintea celui din România în revista „La press medicale” din Paris în 1933. Delia Marinescu a afirmat că din lecturarea celor două articole a apărut posibilitatea ca Petru Comarnescu să fi fost și el o persoana care aparținea grupului experimental, deoarece există mențiunea existenței unui subiect notat cu „P. Com. scriitor”. Tot ea a confruntat informația cu jurnalui lui Comarnescu din care reiese că acesta s-ar fi aflat în acea perioadă în SUA. Rezultatul analizei induce ideea că este destul de puțin probabil ca scriitorul să se fi alăturat experimentului. Referitor la aceste ipoteze există o analiză mai elaborată făcută de Andrei Oișteanu.
Gheorghe Marinescu a publicat în Franța un articol în care a analizat în paralel reacțiile din timpul experimentelor cu Michăilescu și Paul Molda. A prezentat amplu și detaliat evoluția lor cu ilustrații color. Referitor  la acest articol Sașa Pană a spus:
„... O expoziție importantă a deschis prietenul Corneliu Michăilescu. Acuarelele de un colorit halucinant. Pictorul a fost câtva timp sub observația ilustrului neurolog Gh. Marinescu. Acesta i-a administrat injecții cu mescalină, un alcaloid care provoacă viziuni colorate. Rezulatele le-a consemnat într-un amplu studiu care a apărut în revista „La presse medicale”, însoțit de câteva reproduceri în culori după lucrările elaborate de pictor sub imperiul mescalinei. Pentru neurolog, și cele expuse acum sunt sub influența alcaloidului create. Descopăr influențe din Paul Klee și din Picasso”.
... Sașa Pană în Născut în ’02. Memorii, file de jurnal, evocări, București, Editura Minerva, 1973, p. 400
Paragraful publicat de Sașa Pană, care avea și el pregătire medicală, scris în 5 februarie 1933, a fost amintit și de Andrei Oișteanu. Ca urmare Delia Marinescu a indicat că expoziția aflată în discuție ar fi cea organizată de Criterion unde Michăilescu a participat doar cu lucrări în acuarelă. Expoziția de grup a fost organizată în februarie 1933 la Sala Dalles și au participat Lucia Demetriade Bălăcescu, Cornelia Daniel Babic, Micaela Eleutheriade, Merica Râmniceanu, Milița Petrașcu, Margareta Sterian și Henri Catargi, Mac Constantinescu, Henri Daniel, Ion Jalea, Gheorghe Ionescu Sin, Marcel Iancu, Max Herman Maxy, Corneliu Michăilescu și Petre Iorgulescu-Yor. Prin acest eveniment expozițional, participanții doreau „... ca prin acest Salon, ar fi puse bazele unui îndreptar critic în plastica românească”.

## Opera
„... Scopul nostru este să prezentăm scrierile inedite ale lui Corneliu Michăilescu, care-i evidențiază atracțiile pentru arta cuvântului și îl situează în contextul literar-artistic al epocii. Creația artistului plastic este notorie și a beneficiat, încă în cursul vieții, de relevabile comentarii și considerații axiologice. Lucrările prezentate la numeroase expoziții, atestându-i disponibilitatea pentru pictură și grafică, au prilejuit importante luări de poziție ale unor scriitori, artiști, critici dintre care, într-o enumerare exemplificativă, citez pe Tudor Arghezi, Nicolae Tonitza, O. W. Cisek, Petru Comarnescu, Ionel Jianu, Felix Aderca, Edgar Papu și alții. Marginalizat după război, de promotorii dogmatismului, aproape uitat după dispariția sa (1965), numele îi reintră în atenție, iar opera reabilitată în studii semnate de Petre Oprea, Dan Grigorescu, Amelia Pavel care, eludând restricțiile ideologice, rostesc judecăți de valoare pertinente. Contribuțiile semnalate, ca și altele care ar putea fi menționate, au merite de netăgăduit în reevaluarea critică a acestei personalități, dar, după opinia mea, contemporaneitatea îi rămâne totuși redevabilă. Corneliu Michăilescu ar fi îndreptățit să beneficieze de o retrospectivă ce ar mijloci cunoașterea unei creații care-și demonstrează valoarea în monada fiecărei lucrări, dar își poate revela dimensiunea reală numai în dinamica de ansamblu a unei acțiuni avide să așeze noi repere estetice. Nu asupra creației plastice voi stărui în aceste liminarii, dar nu voi putea face abstracție de ea, fiindcă multe din principiile estetice pe care s-a articulat se regăsesc în factura prozelor sale, iar pe de altă parte, pentru că, solidare în viziunea artistului, ele cunosc și unele particularizări frapante”.
----- Constantin Măciucă (prefață): Corneliu Michailescu, «Portretul», Editura Atlas, București, 2000, pag. 2

## Premii
- A fost premiat la concursul revistei Flacăra și la Saloanele Oficiale din 1924 și 1928.[6]

## Cronici și articole scrise de Corneliu Michăilescu
- Corneliu Michăilescu - Movimente artistice in Romenia, în La Fiamma, 28 aprilie 1921.
- Corneliu Michăilescu -  În jurul Salonului oficial. Spre a lămuri opinia publică, în Cuvântul, 11 iunie 1926.
- Corneliu Michăilescu - Iarăși în jurul Salonului oficial. Tot despre lămurirea opiniei publice, în Cuvântul, 1 iulie 1926.
- Corneliu Michăilescu - București, centru european de artă, în Viitorul, 1 octombrie 1927.
- N(eagu) P(aloș) - Expoziția Teodorescu Sion, în Politica, 29 februarie 1928.
- Neagu Paloș - Arta română, în Politica, 8 martie 1928.
- Corneliu Michăilescu - Arta română, în Politica, 18 martie 1928.
- Corneliu Michăilescu - Constantin Brâncuși, în Universul literar, 22 aprilie 1928.
- Dinu Plopeanu - Premiul național al plasticei românești, în Politica, 4 mai 1928.
- Dinu Plopeanu - Ofensiva urâtului cu ocazia monumentelor răsărite pe piețele Bucureștilor, în Politica, 23 mai 1928.
- Corneliu Michăilescu - Expoziția de artă franceză din Palatul Kiseleff, în Argus, 6 și 17 octombrie 1928.
- Corneliu Michăilescu - Sindicatele profesionale. Sindicatul artelor frumoase, în Argus, 21 octombrie 1928.
- Corneliu Michăilescu - Expoziția Dobrogeană. Primul Salon de artă din Constanța, în Argus, 15 și 18 noiembrie 1928
- Corneliu Michăilescu - Expoziția Theodorescu-Sion, în Ultima oră, 9 aprilie 1929.
- Corneliu Michăilescu - Permanentul plastic, în Ultima oră, 12 aprilie 1929.
- Corneliu Michăilescu - Critica plastică, în Plastica românească, ianuarie 1935.

Corneliu Michăilescu a semnat cronici plastice cu pseudonimul Neagu Paloș și Dinu Plopeanu.

## In memoriam
- 1969 - expoziția organizată de Octavian Moșescu în Rotonda Ateneului Român intitulată Patru pictori desenatori din colecția Octavian Moșescu›. Pe simeze au fost prezente lucrări realizate de Jean Alexandru Steriadi, Theodor Pallady, Lucian Grigorescu și 22 de lucrări de Corneliu Michăilescu.[62][63]
- 1970 - a avut loc o microexpoziție la Muzeul de artă al Municipiului București și Colecția Simu urmată de o conferință, a fost organizată de Petre Oprea.[9]